# Chung Kyung-ho
Chung Kyung-ho (Samcheok, Corea del Sur, 22 de mayo de 1980) es un exfutbolista surcoreano que jugaba en la posición de delantero.

## Clubes
| Club                                 | País          | Año       |
| ------------------------------------ | ------------- | --------- |
| Ulsan Hyundai Football Club          | Corea del Sur | 2003-2004 |
| Gimcheon Sangmu Football Club        | Corea del Sur | 2004-2006 |
| Ulsan Hyundai Football Club          | Corea del Sur | 2007      |
| Jeonbuk Hyundai Motors Football Club | Corea del Sur | 2007-2008 |
| Gangwon Football Club                | Corea del Sur | 2009-2011 |
| Daejeon Hana Citizen Football Club   | Corea del Sur | 2012      |